# Grissini

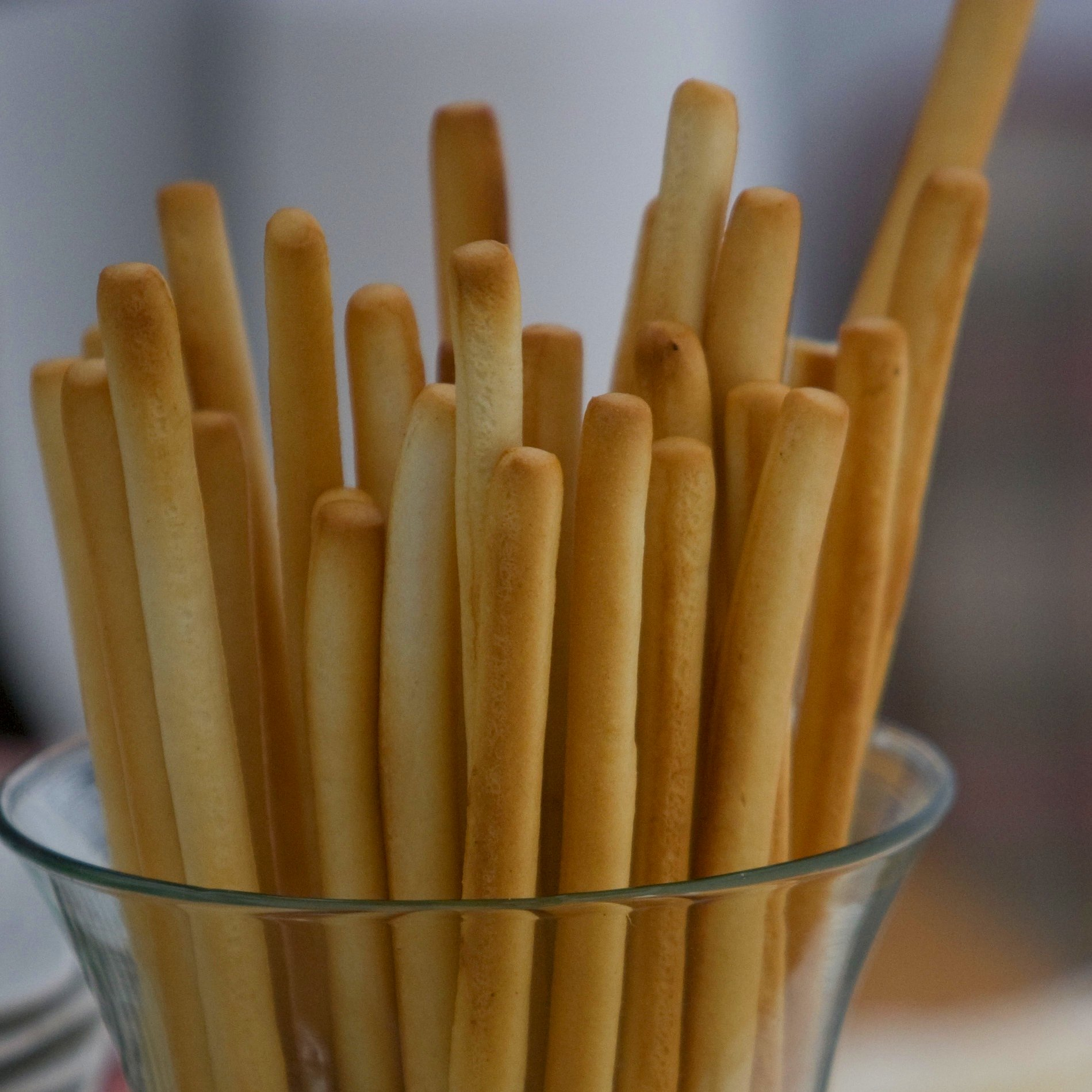
Grissini

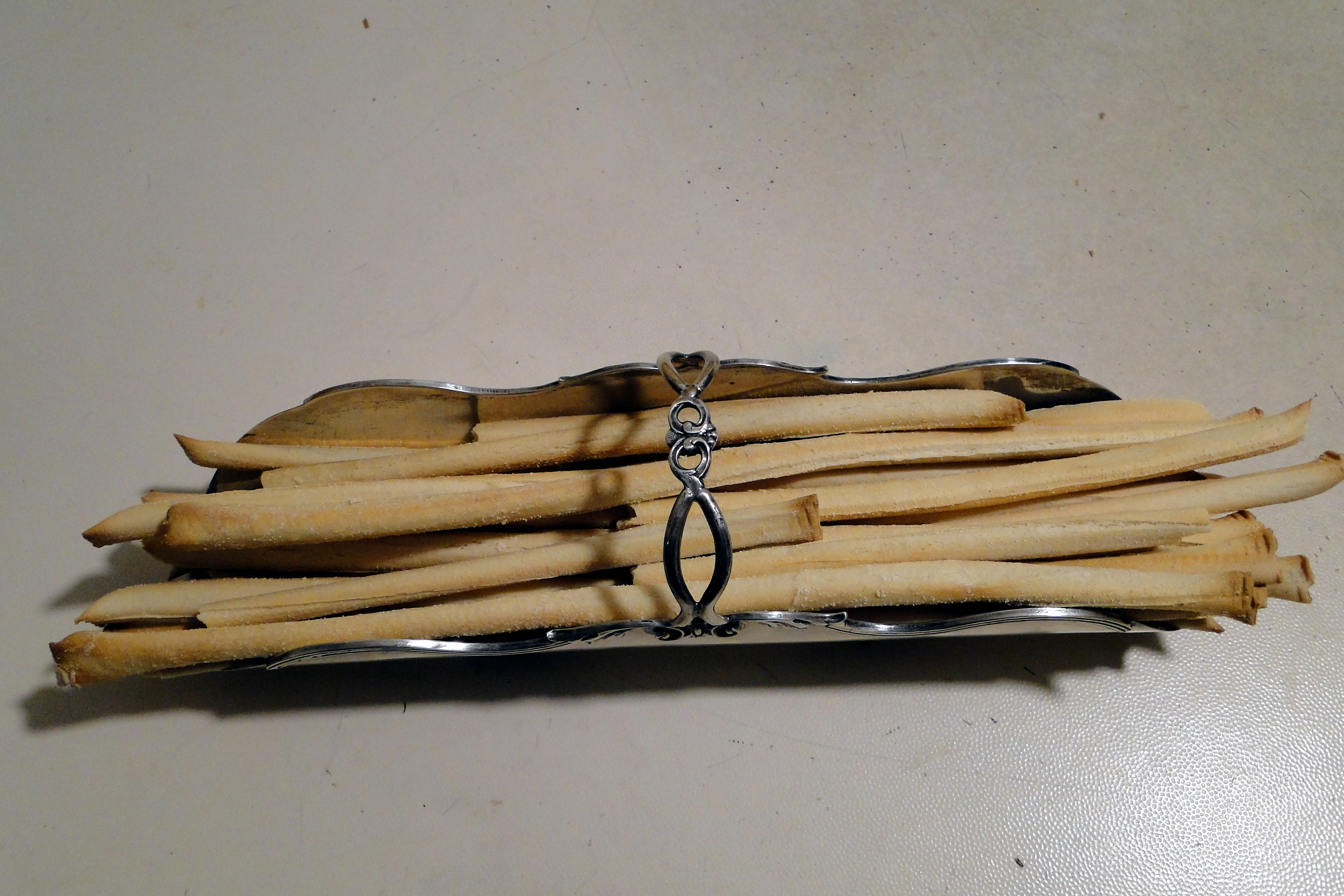
Grissini stirati podane w specjalnym naczyniu stołowym

Grissini – włoskie lekkostrawne pieczywo drożdżowe w kształcie wąskich, długich paluszków o chrupkiej skórce. 
Produkt wytwarzany od XVII wieku z ciasta przeznaczonego na tradycyjne pieczywo turyńskie zwane ghersa. Wymyślone przez turyńskiego piekarza Antonio Brunero dla cierpiącego na trawienne dolegliwości księcia Wiktora Amadeusza II. 
Charakteryzujące się suchą i kruchą konsystencją grissini mogą zawierać dodatek rozmarynu, sezamu, cebuli lub parmezanu. We Włoszech są popularną przekąską, w większości restauracji podawaną jako przystawkę przed głównym posiłkiem – z osobna lub zawinięte w szynkę parmeńską.